# Jorge Hugo Giraldo
Jorge Hugo Giraldo López (né le 5 septembre 1979 à Medellín) est un gymnaste colombien. Il a participé aux Jeux Olympiques de 2004, 2008 et 2012. 
Il fait partie du club des Champions de la Paix de Peace and Sport avec plus de 100 athlètes de haut niveau engagés personnellement en faveur du mouvement de la Paix par le Sport.